# تل یال خوشاب
تل یال خوشاب مربوط به سده‌های میانه دوران‌های تاریخی پس از اسلام است و در شهرستان فراشبند، بخش مرکزی، دهستان نوجین، روستای خوشاب، ۵۰۰ متری شرق امامزاده محمد واقع شده و این اثر در تاریخ ۱۵ دی ۱۳۸۷ با شمارهٔ ثبت ۲۴۱۸۲ به‌عنوان یکی از آثار ملی ایران به ثبت رسیده است.